# Малкин, Джозеф
Джозеф Малкин (англ. Joseph Malkin, собственно Иосиф Малкин; 24 сентября 1879, Пропойск, Могилёвская губерния — 1 сентября 1969, Нью-Йорк) — американский виолончелист. Брат Жака и Манфреда Малкиных.

## Биография
Родился в семье Фридмана Малкина и Голды Фарберовой. Начал учиться музыке в Одессе у чешского специалиста Ладисласа Алоиза, в 1895—1898 годах учился в Парижской консерватории у Анри Рабо. На рубеже XIX—XX веков концертировал по Европе в дуэте с братом Жаком и в составе семейного фортепианного трио с обоими братьями. В 1902—1908 годах — солист Берлинского филармонического оркестра, играл также в фортепианном трио с концертмейстером оркестра Антоном Витеком и его женой Витой Витек. С 1908 года выступал в составе Брюссельского квартета под руководством Франца Шёрга. Уже после начала Первой мировой войны в 1914 году получил возможность выехать из Германии в США (как утверждает Гдаль Залесский, благодаря личной протекции фельдмаршала Мольтке).
В 1914—1919 годах первая виолончель Бостонского симфонического оркестра, в 1919—1922 годах — Чикагского симфонического оркестра; в этот же период участвовал в восстановленных трио с супругами Витек и со своими братьями, в 1928 году записал во втором из составов фортепианное трио Бедржиха Сметаны. В 1924—1925 годах аккомпанировал гастрольному туру певицы Джеральдины Фаррар. В 1925—1927 годах — первая виолончель Нью-Йоркского симфонического оркестра.
В 1933—1943 годах Малкин посвятил себя преимущественно педагогической деятельности, основав, при участии братьев, Консерваторию Малкина в Бостоне, известную, в частности, тем, что в ней на протяжении первого учебного года преподавал Арнольд Шёнберг. После закрытия консерватории Малкин в 1943—1949 годах был первой виолончелью Нью-Йоркского филармонического оркестра.
Сестра — оперная певица (сопрано) Беата Малкин (1892—1973).